# Orinda
Orinda, fundada en 1985, es una ciudad ubicada en el condado de Contra Costa en el estado estadounidense de California. En el año 2008 tenía una población de 18,445 habitantes y una densidad poblacional de 564.1 personas por km².

## Geografía
Orinda se encuentra ubicada en las coordenadas 37°52′N 122°10′O / 37.867, -122.167. Según la Oficina del Censo, la ciudad tiene un área total de 32,7 km² (12,6 mi²), de la cual 32,7 km² (12,6 mi²) es tierra y 0 km² (0 mi²) (0%) es agua.

## Demografía
Según la Oficina del Censo en 2008 los ingresos medios por hogar en la localidad eran de $187,637, y los ingresos medios por familia eran $192,531. La renta per cápita para la localidad era de $65,428. Alrededor del 1.1% de la población estaban por debajo del umbral de pobreza.